# Юлиан Брант
Юлиан Брант (на немски: Julian Brandt; роден на 2 май 1996 в Бремен) е германски футболист, играе като крило и се състезава за германския Борусия Дортмунд.

## Клубна кариера

### Ранна кариера
В младежките и юношеските си години Брант играе за отборите от родния си град СК Боргфелт и ФК Обернойланд, преди да влезе в академията на елитния Волфсбург.

### Байер Леверкузен
На 12 декември 2013 година става ясно, че Брант ще премине в Байер Леверкузен по време на зимния трансферен прозорец, подписвайки договор до 2019 година.
Професионалния си дебют прави на 15 февруари 2014 година, заменяйки Сон Хюн-Мин в мач от Първа Бундеслига при домакинската загуба с 1-2 от Шалке 04. Три дни по-късно дебютира в турнира Шампионска лига в първия мач от осминафиналния сблъсък с Пари Сен Жермен.
На 4 април 2014 година отбелязва първия си гол за клуба при загубата с 1-2 от Хамбургер. На 26 септември 2015 година отбелязва втория гол срещу отбора от родния му град Вердер Бремен, а Байер Леверкузен печели с 3-0..
На 28 октомври 2015 година отбелязва гол в турнира за Купата на Германия при разгромната победа на неговия отбор като гост над Виктория Кьолн с 0-6..

### Борусия Дортмунд
На 1 юли 2019 година Борусия Дортмунд закупува Юлиан Брант за сумата от 50 милиона евро от Байер Леверкузен.

## Национален отбор
Брант преминава през всички възрастови групи на Германския национален отбор по футбол. Състезава се в националния отбор до 21 години.
През 2014 година е част от състава на Германия до 19 години, който печели Европейското първенство до 19 години, провело се в Унгария.

## Успехи
- Европейско първенство по футбол за юноши до 19 г.: 2014